# Jean-Paul Boëtius
Jean-Paul Boëtius (Rotterdam, 22 marzo 1994) è un calciatore olandese di origini surinamesi, attaccante del Darmstadt.

## Biografia
È il cugino di Urby Emanuelson, anch'egli calciatore.

## Carriera

### Club
Cresciuto nelle giovanili del club, esordisce nel calcio professionistico con il Feyenoord nel 2012. Il 19 aprile 2013 subisce un grave infortunio al ginocchio che lo tiene praticamente fermo per più di quattro mesi, fino al settembre successivo, facendogli saltare parte della sua nuova stagione. Fino al 2015 ottiene 80 presenze e 18 gol in campionato.
Il 3 agosto 2015 seguente passa al Basilea in cambio di 2,5 milioni di euro ed il 22 dello stesso mese esordisce partendo titolare nella sfida vinta per 3-1 a Lugano venendo poi sostituito nel finale da Birkir Bjarnason. Non viene convocato addirittura per due mesi fino a novembre 2015. Vince il suo primo trofeo nella prima stagione in Svizzera, il campionato 2015-2016. Nell'estate 2017 viene ceduto a titolo definitivo al Feyenoord.
Il 27 agosto 2018 si trasferisce ai tedeschi del Magonza, con cui esordisce il 1º settembre contro il Norimberga. Il 27 ottobre si sblocca, a scapito del Bayern Monaco.
L'8 agosto 2022 viene acquistato dall'Hertha Berlino. Il 22 settembre seguente il club annuncia che Boëtius ha un tumore ai testicoli. Torna ad allenarsi con il club il 18 ottobre seguente.
Il 26 giugno 2023 rescinde il proprio contratto con l'Hertha.
Nel gennaio 2025 si accorda con il Darmstadt in 2 Bundesliga.

### Nazionale
Ha giocato in tutta la trafila giovanile della nazionale, con l'U-17, U-19 e l'Under-21.
Il 5 marzo 2014 esordisce in Nazionale maggiore nell'amichevole Francia-Paesi Bassi (2-0), ottenendo però solo questa presenza.
Il 9 giugno 2025 la FIFA gli dà il permesso di rappresentare il Suriname, nazionale delle sue origini, con cui ha esordito un giorno dopo nel pareggio in trasferta contro (1-1). Al contempo è stato convocato per la Gold Cup 2025.

## Statistiche

### Presenze e reti nei club
Statistiche aggiornate al 18 maggio 2023.
| Stagione         | Squadra          | Campionato       | Campionato | Campionato | Coppe nazionali | Coppe nazionali | Coppe nazionali | Coppe continentali | Coppe continentali | Coppe continentali | Altre coppe | Altre coppe | Altre coppe | Totale | Totale |
| Stagione         | Squadra          | Comp             | Pres       | Reti       | Comp            | Pres            | Reti            | Comp               | Pres               | Reti               | Comp        | Pres        | Reti        | Pres   | Reti   |
| ---------------- | ---------------- | ---------------- | ---------- | ---------- | --------------- | --------------- | --------------- | ------------------ | ------------------ | ------------------ | ----------- | ----------- | ----------- | ------ | ------ |
| 2012-2013        | Feyenoord        | E                | 20         | 4          | CO              | 2               | 0               | -                  | -                  | -                  | -           | -           | -           | 22     | 4      |
| 2013-2014        | Feyenoord        | E                | 29         | 10         | CO              | 3               | 1               | -                  | -                  | -                  | -           | -           | -           | 32     | 11     |
| 2014-2015        | Feyenoord        | E                | 31+2       | 4          | CO              | 1               | 0               | UCL+UEL            | 2+6                | 0+1                | -           | -           | -           | 42     | 5      |
| 2015-2016        | Basilea          | SL               | 12         | 3          | CS              | 0               | 0               | UCL+UEL            | 2+4                | 0+1                | -           | -           | -           | 18     | 4      |
| 2016-gen. 2017   | Basilea          | SL               | 2          | 0          | CS              | 3               | 3               | UCL                | 0                  | 0                  | -           | -           | -           | 5      | 3      |
| Totale Basilea   | Totale Basilea   | Totale Basilea   | 14         | 3          |                 | 3               | 3               |                    | 6                  | 1                  |             | -           | -           | 23     | 7      |
| gen.-giu. 2017   | Genk             | D1               | 6+11       | 0+4        | CB              | 0               | 0               | UEL                | 6                  | 1                  | -           | -           | -           | 23     | 5      |
| 2017-2018        | Feyenoord        | E                | 28         | 6          | CO              | 3               | 0               | UCL                | 6                  | 0                  | SO          | 1           | 0           | 38     | 6      |
| ago. 2018        | Feyenoord        | E                | 1          | 0          | CO              | 0               | 0               | UCL                | 1                  | 0                  | SO          | 0           | 0           | 2      | 0      |
| Totale Feyenoord | Totale Feyenoord | Totale Feyenoord | 111        | 24         |                 | 9               | 1               |                    | 15                 | 1                  |             | 1           | 0           | 136    | 26     |
| ago. 2018-2019   | Magonza          | BL               | 30         | 4          | CG              | 1               | 0               | -                  | -                  | -                  | -           | -           | -           | 31     | 4      |
| 2019-2020        | Magonza          | BL               | 28         | 4          | CG              | 1               | 0               | -                  | -                  | -                  | -           | -           | -           | 29     | 4      |
| 2020-2021        | Magonza          | BL               | 31         | 2          | CG              | 2               | 1               | -                  | -                  | -                  | -           | -           | -           | 33     | 3      |
| 2021-2022        | Magonza          | BL               | 33         | 2          | CG              | 3               | 0               | -                  | -                  | -                  | -           | -           | -           | 36     | 2      |
| Totale Magonza   | Totale Magonza   | Totale Magonza   | 122        | 12         |                 | 7               | 1               |                    |                    |                    |             |             |             | 129    | 13     |
| 2022-2023        | Hertha Berlino   | BL               | 19         | 0          | CG              | 0               | 0               | -                  | -                  | -                  | -           | -           | -           | 19     | 0      |
| Totale carriera  | Totale carriera  | Totale carriera  | 281        | 43         |                 | 19              | 5               |                    | 27                 | 3                  |             | 1           | 0           | 332    | 51     |

### Cronologia presenze e reti in nazionale
| Cronologia completa delle presenze e delle reti in nazionale ― Suriname | Cronologia completa delle presenze e delle reti in nazionale ― Suriname | Cronologia completa delle presenze e delle reti in nazionale ― Suriname | Cronologia completa delle presenze e delle reti in nazionale ― Suriname | Cronologia completa delle presenze e delle reti in nazionale ― Suriname | Cronologia completa delle presenze e delle reti in nazionale ― Suriname | Cronologia completa delle presenze e delle reti in nazionale ― Suriname | Cronologia completa delle presenze e delle reti in nazionale ― Suriname |
| Data                                                                    | Città                                                                   | In casa                                                                 | Risultato                                                               | Ospiti                                                                  | Competizione                                                            | Reti                                                                    | Note                                                                    |
| ----------------------------------------------------------------------- | ----------------------------------------------------------------------- | ----------------------------------------------------------------------- | ----------------------------------------------------------------------- | ----------------------------------------------------------------------- | ----------------------------------------------------------------------- | ----------------------------------------------------------------------- | ----------------------------------------------------------------------- |
| 10-6-2025                                                               | San Salvador                                                            | El Salvador                                                             | 1 – 1                                                                   | Suriname                                                                | Qual. Mondiali 2026                                                     | -                                                                       | 84’                                                                     |
| 15-6-2025                                                               | San Diego                                                               | Costa Rica                                                              | 4 – 3                                                                   | Suriname                                                                | Gold Cup 2025 - 1° turno                                                | -                                                                       | 88’                                                                     |
| 18-6-2025                                                               | Arlington                                                               | Suriname                                                                | 0 – 2                                                                   | Messico                                                                 | Gold Cup 2025 - 1° turno                                                | -                                                                       | 65’                                                                     |
| Totale                                                                  |                                                                         | Presenze                                                                | 3                                                                       |                                                                         | Reti                                                                    | 0                                                                       |                                                                         |

| Cronologia completa delle presenze e delle reti in nazionale ― Paesi Bassi | Cronologia completa delle presenze e delle reti in nazionale ― Paesi Bassi | Cronologia completa delle presenze e delle reti in nazionale ― Paesi Bassi | Cronologia completa delle presenze e delle reti in nazionale ― Paesi Bassi | Cronologia completa delle presenze e delle reti in nazionale ― Paesi Bassi | Cronologia completa delle presenze e delle reti in nazionale ― Paesi Bassi | Cronologia completa delle presenze e delle reti in nazionale ― Paesi Bassi | Cronologia completa delle presenze e delle reti in nazionale ― Paesi Bassi |
| Data                                                                       | Città                                                                      | In casa                                                                    | Risultato                                                                  | Ospiti                                                                     | Competizione                                                               | Reti                                                                       | Note                                                                       |
| -------------------------------------------------------------------------- | -------------------------------------------------------------------------- | -------------------------------------------------------------------------- | -------------------------------------------------------------------------- | -------------------------------------------------------------------------- | -------------------------------------------------------------------------- | -------------------------------------------------------------------------- | -------------------------------------------------------------------------- |
| 5-3-2014                                                                   | Saint-Denis                                                                | Francia                                                                    | 2 – 0                                                                      | Paesi Bassi                                                                | Amichevole                                                                 | -                                                                          | 72’                                                                        |
| Totale                                                                     |                                                                            | Presenze                                                                   | 1                                                                          |                                                                            | Reti                                                                       | 0                                                                          |                                                                            |

## Palmarès

### Club

#### Competizioni nazionali
- Campionato svizzero: 1

Basilea: 2015-2016
- Supercoppa dei Paesi Bassi: 2

Feyenoord: 2017, 2018
- Coppa dei Paesi Bassi: 1

Feyenoord: 2017-2018